# مخملية قائمة
المُخمَلية  أو القَطيفة (باللاتينية: Tagetes) نوع نباتي يتبع جنس المخملية من الفصيلة النجمية. الموطن الأصلي لهذا النوع هو أمريكا الشمالية.